# آندروجینی

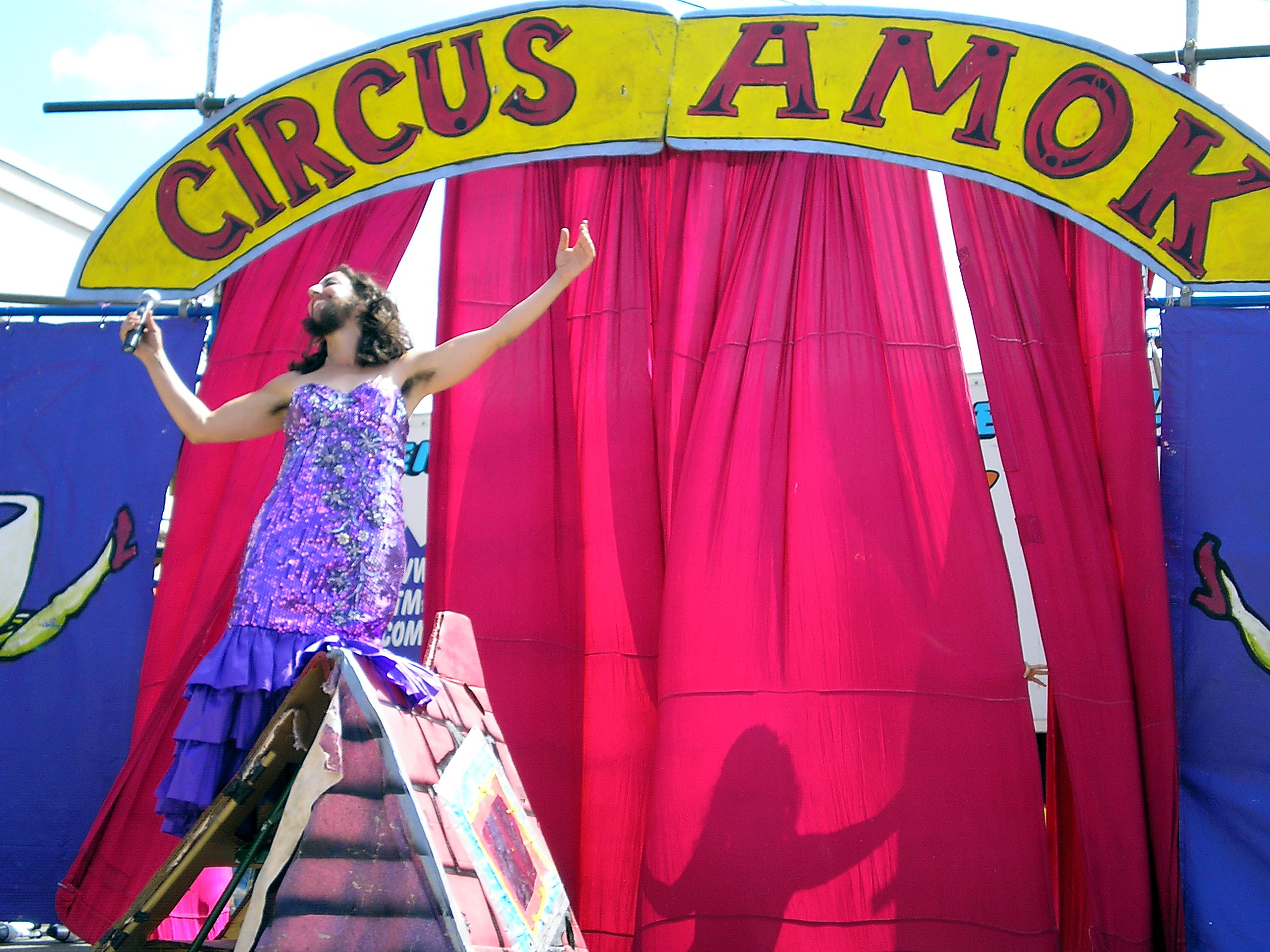
جنیفر میلر. زن ریش‌دار

آندروژینی (به فرانسوی: Androgyie) ترکیبی از خصوصیات مردانگی و زنانگی در یک فرد است. ممکن است ابهام جنسیتی در صنعت مد، هویت جنسی و روابط جنسی نمایان شود. همچنین ممکن است به نوع صدا یا آوازخواندن یک فرد نیز گفته شود. در مواردی به بیناجنس نیز آندروژن گفته می‌شود.

## تفاوت آندروجین و هرمافرودیت
آندروجین طیف گسترده‌تری نسبت به هرمافرودیت‌ها و دوجنسیتی‌ها است. آندروجین شامل رفتارها و صفات فیزیکی است درحالی که هرمافرودیت تنها صفات جنسی و دوجنسیتی تنها صفات رفتاری را در بر می‌گیرد.

## تفاوت آندروجین و تراجنسی
در تراجنسی فرد تنها یک رفتار را بروز می‌دهد و آن رفتاری است که مخالف اندام جنسی زمان تولدش است اما در آندروجینی فرد رفتاری ترکیبی از هر دو جنسیت و نشانه‌های جنسی از هر دو جنس را بروز می‌دهد و نمیتوان آن را به یکی از دو گروه ملحق کرد